# Federico Bruno
Federico Bruno (* 18. Juni 1993 in Concordia) ist ein argentinischer Mittel- und Langstreckenläufer, der sich auf die 1500-Meter-Distanz spezialisiert hat.

## Sportliche Laufbahn
Erste internationale Erfahrungen sammelte Federico Bruno im Jahr 2008, als er bei den Jugendsüdamerikameisterschaften in Lima im 1500-Meter-Lauf in 4:02,93 min den vierten Platz belegte. Im Jahr darauf schied er bei den Jugendweltmeisterschaften in Brixen mit 4:06,95 min im Vorlauf aus. 2010 nahm er dann im 3000-Meter-Lauf an den erstmals ausgetragenen Olympischen Jugendspielen in Singapur teil und belegte dort in 8:58,63 min den fünften Platz im A-Finale. Bei den Crosslauf-Südamerikameisterschaften 2011 in Asunción konnte er sein Rennen nicht beenden, gewann anschließend aber bei den Südamerikameisterschaften in Buenos Aires in 3:47,81 min die Bronzemedaille über 1500 Meter hinter den Brasilianern Leandro de Oliveira und Hudson de Souza. Daraufhin erreichte er bei den Panamerikanischen-Juniorenmeisterschaften in Miramar in 3:53,94 min den vierten Platz und siegte dann bei den Juniorensüdamerikameisterschaften in Medellín in 3:53,04 min und wurde im 800-Meter-Lauf in 1:54,55 min Achter. Zudem erreichte er mit der argentinischen 4-mal-400-Meter-Staffel in 3:18,86 min den vierten Platz. Über 1500 Meter qualifizierte er sich erstmals für die Panamerikanischen Spiele in Guadalajara und erreichte dort in 4:01,09 min Rang 13. 2012 belegte er bei den Juniorenweltmeisterschaften in Barcelona in 3:55,38 min den elften Platz über 1500 Meter und siegte anschließend bei den U23-Südamerikameisterschaften in São Paulo in 3:47,13 min über 1500 Meter und gewann im 5000-Meter-Lauf in 14:24,21 min die Silbermedaille hinter dem Chilenen Víctor Aravena. 2013 gewann er dann bei den Südamerikameisterschaften in Cartagena in 3:45,94 min die Silbermedaille hinter dem Brasilianer Jean Carlos Machado.
2014 nahm er erstmals an den Südamerikaspielen in Santiago de Chile teil und siegte dort in 3:39,96 min über 1500 Meter und belegte über 5000 Meter in 14:11,55 min den vierten Platz. Im Jahr darauf gewann er bei den Südamerikameisterschaften in Lima in 3:42,21 min die Silbermedaille hinter dem Chilenen Carlos Díaz und auch über 5000 Meter sicherte er sich in 14:06,25 min die Silbermedaille hinter dem Chilenen Aravena. Anschließend belegte er bei den Panamerikanischen Spielen in Toronto in 3:42,88 min den sechsten Platz über 1500 Meter und konnte sein Rennen über 5000 Meter nicht beenden. 2016 nahm er im Marathonlauf an den Olympischen Spielen in Rio de Janeiro teil und landete dort nach 2:40:05 h auf dem 136. Platz.
2017 siegte er in 3:45,28 min bei den Südamerikameisterschaften in Luque und erhielt damit ein Freilos für die Weltmeisterschaften in London, bei denen er mit 3:43,16 min in der Vorrunde aus. Im Jahr darauf schied er bei den Hallenweltmeisterschaften in Birmingham im 3000-Meter-Lauf mit 7:58,98 min im Vorlauf aus, gewann anschließend aber bei den Südamerikaspielen in Cochabamba in 3:54,34 min die Bronzemedaille hinter dem Chilenen Díaz und Willy Canchanya aus Peru. Bei den Crosslauf-Weltmeisterschaften 2019 in Aarhus gelangte er nach 35:07 min auf Rang 83. Anschließend belegte er bei den Panamerikanischen Spielen in Lima in 3:43,17 min den fünften Platz über 1500 Meter und wurde im 5000-Meter-Lauf in 13:55,75 min Vierter. Anfang September siegte er beim Halbmarathon in Neuquén in 1:05:12 h. 2020 siegte er bei den erstmals ausgetragenen Hallensüdamerikameisterschaften in Cochabamba in 3:56,88 min über 1500 Meter und musste seinen Lauf über 3000 Meter vorzeitig abbrechen. Im Jahr darauf gewann er dann in 3:38,25 min die Silbermedaille über 1500 Meter bei den Südamerikameisterschaften in Guayaquil hinter dem Brasilianer Thiago André und 2022 verpasste er bei den Hallenweltmeisterschaften in Belgrad mit 3:39,34 min den Finaleinzug. Im August siegte er in 1:02:10 h bei den Halbmarathon-Südamerikameisterschaften in Buenos Aires und im Oktober gewann er bei den Südamerikaspielen in Asunción mit neuem Spielerekord von 13:54,79 min die Goldmedaille über 5000 Meter. Zudem siegte er dort in 3:40,90 min auch im 1500-Meter-Lauf.
In den Jahren von 2011 bis 2013 sowie 2021 und 2022 wurde Bruno argentinischer Meister im 1500-Meter-Lauf.

## Persönliche Bestzeiten
- 1500 Meter: 3:36,18 min, 29. Juni 2021 in Castellón de la Plana (argentinischer Rekord)
  - 1500 Meter (Halle): 3:38,03 min, 8. Februar 2022 in Sabadell (Südamerikarekord)
- Meile: 4:00,31 min, 30. Mai 2015 in Eugene
- 2000 Meter: 5:08,39 min, 27. Februar 2021 in Concordia
  - 2000 Meter (Halle): 5:09,61 min, 26. Januar 2013 in Bordeaux (Südamerikarekord)
- 3000 Meter: 7:54,34 min, 27. März 2015 in Buenos Aires
  - 3000 Meter (Halle): 7:55,41 min, 4. Februar 2017 in Saragossa
- 5000 Meter: 13:11,57 min, 21. April 2023 in Stanford
- 10.000 Meter: 29:44,87 min, 27. April 2014 in Rosario
- 10-km-Straßenlauf: 29:14 min, 11. Oktober 2015 in Viedma
- Halbmarathon: 1:02:10 h, 21. August 2022 in Buenos Aires
- Marathon: 2:15:40 h, 17. April 2016 in Hamburg